# A Bandit
A Bandit er en amerikansk stumfilm fra 1913 af Mack Sennett.

## Medvirkende
- Roscoe Arbuckl.
- Nick Cogley.
- Ford Sterling.
- Beatrice Van.
- Arthur Tavares som Clarence.